# ماکورازاکی، کاگوشیما
ماکورازاکی در استان کاگوشیما در کشور ژاپن  واقع شده‌است  که دارای جمعیت ۲۴٬۴۰۰ نفر و مساحت ۷۴٫۸۸ کیلومتر مربع با تراکم جمعیت ۳۲۶  نفر در کیلومترمربع است و در تاریخ ۱ سپتامبر ۱۹۴۹ به عنوان شهر شناخته شد.